# Ne i-us-ui anae
Ne i-us-ui anae (네 이웃의 아내?), noto anche con il titolo internazionale Your Neighbor's Wife, è un drama coreano del 2013.

## Trama
Due coppie, entrambe formate da quarantenni, si ritrovano a vivere l'una accanto all'altra; malgrado tutto sembri all'apparenza perfetto, entrambe le famiglie si nascondono a vicenda vari segreti.